# کینوشیتا یائه‌مون
کینوشیتا یائه‌مون (به ژاپنی: 木下弥右衛門) (زمان تولد نامشخص - مرگ ۲ فوریه ۱۵۴۳) یک ژاپنی در دوره سنگوکو بود. او شوهر اوماندوکورو (ناکا) و پدر تویوتومی هیده‌یوشی متحد کننده ژاپن بود. او همچنین پدر خواهر تنی هیده‌یوشی، نیشونی است.